# فرار ویکتور بلنکو
در ۶ سپتامبر ۱۹۷۶، ستوان ویکتور بلنکو از نیروهای دفاع هوایی شوروی با پرواز هواپیمای میگ-۲۵ «فاکس بت» خود از نزدیکی ولادیووستوک در شرق دور اتحاد جماهیر شوروی به فرودگاه هاکوداته در استان هوکایدو ژاپن فرار کرد.
فرار بلنکو باعث تنش بین ژاپن و اتحاد جماهیر شوروی شد، به ویژه پس از آن که متخصصان ژاپنی و آمریکایی هواپیما را جدا کردند و بررسی کردند. این بررسی برای ایالات متحده نشان داد که اگرچه میگ-۲۵ از نظر سرعت چشمگیر بود، اما آنگونه که آنها از آن می‌ترسیدند، ابر جنگنده نبود. بعداً در حالی که هنوز جدا شده بود و برخی از قطعات آن گم شده بود به شوروی بازگردانده شد.
بلنکو در ایالات متحده پناهندگی سیاسی و بعداً تابعیت ایالات متحده دریافت کرد، جایی که او مشاور نظامی، سخنران عمومی و تاجر شد. بلنکو بعداً در سال ۱۹۹۵ پس از پایان اتحاد جماهیر شوروی از مسکو بازدید کرد.

## زمینه
در طول جنگ سرد، فرارهای زیادی توسط خلبانان و خدمه هواپیما صورت گرفت. علاوه بر فرار خلبانان به میل خود، تلاش‌های غرب برای تشویق فراریان انجام شد که با عملیات مولا آمریکا با هدف تشویق خلبانان میگ-۱۵ در کره شمالی به فرار آغاز شد. کومین تانگ حاکم تایوان به خلبانان چینی فراری طلا پیشنهاد داد، و عملیات باک سریع ایالات متحده شبیه عملیات مولا بود، اگرچه هدفش تشویق خلبان میگ-۲۱ در ویتنام شمالی برای فرار بود. عملیات الماس یک عملیات اسرائیلی شبیه به عملیات باک سریع بود و موفق شد خلبان عراقی را با میگ-۲۱ خود خلبان کند.
بلنکو تنها خلبانی نبود که به این طریق از اتحاد جماهیر شوروی فرار کرد یا اولین خلبانی نبود که از یکی از کشورهای بلوک شوروی فرار کرد. در مارس و می ۱۹۵۳، دو خلبان نیروی هوایی لهستان با میگ-۱۵ به دانمارک پرواز کردند. بعداً در سال ۱۹۵۳، خلبان کره شمالی، نو کوم سوک، میگ-۱۵ خود را به یک پایگاه هوایی آمریکا در کره جنوبی پرواز داد. این میگ در موزه ملی نیروی هوایی ایالات متحده در معرض نمایش دائمی است. بعدها کاپیتان شوروی الکساندر زویف در ۲۰ می ۱۹۸۹ با میگ ۲۹ خود به ترابزون ترکیه رفت. میگ ۲۹ به اتحاد جماهیر شوروی بازگردانده شد.
در سپتامبر ۱۹۷۶، بلنکو در پایگاه هوایی چوگویفکا در شرق دور مستقر شد. زیرساخت‌های پایگاه به شدت ضعیف بود، روحیه سربازان ضعیف بود، و زمانی که بلنکو پیشنهاداتی را ارائه کرد، تنها توسط افسر سیاسی مورد تمسخر قرار گرفت. علاوه بر این، همسرش لیودمیلا، که از زندگی یک همسر نظامی ناراضی بود، به او گفته بود که قرار است در ماه اکتبر درخواست طلاق بدهد و با پسرشان، دیمیتری (متولد ۱۹۷۳)، به خانه والدینش در ماگادان برگردند. این به ناامید شدن بلنکو از سامانهکمونیستی کمک کرد.

## پرواز فرار

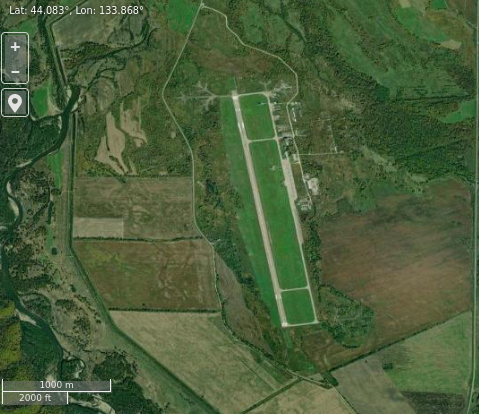
پایگاه هوایی چوگویفکا

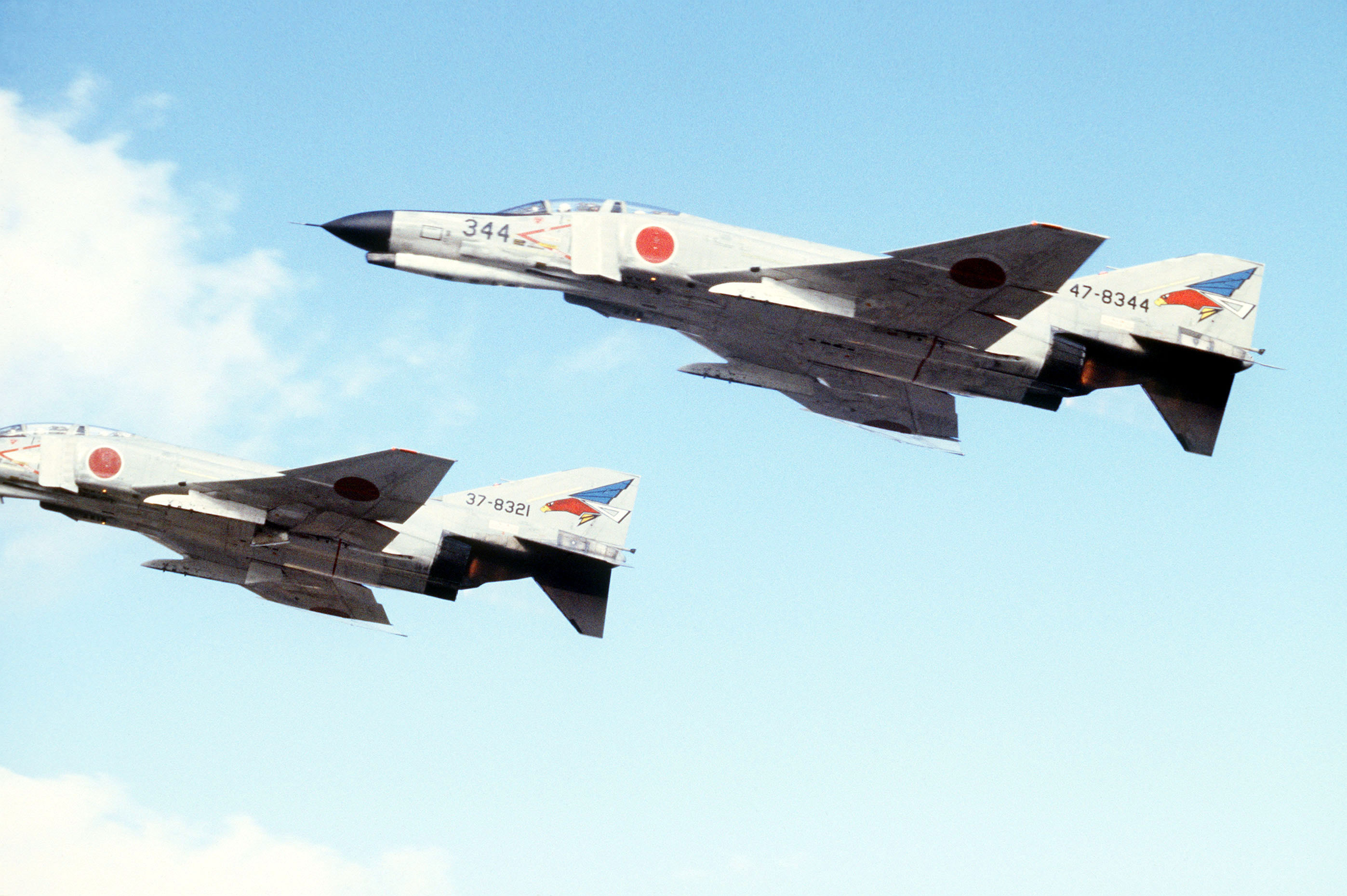
F-4EJهای نیروی دفاع شخصی ژاپن از اسکادران ۳۰۲

در ۶ سپتامبر ۱۹۷۶، بلنکو و چند خلبان دیگر از اسکادران نیروی دفاع هوایی شوروی از پایگاه هوایی چوگویفکا در حدود ۱۹۰ کیلومتر (۱۲۰ مایل) به پرواز درآمدند. از ولادی وستوک در یک پرواز آموزشی. بلنکو در ابتدا برنامه پرواز را دنبال کرد، قبل از اینکه به سرعت فرود آمد و به سمت دریا رفت، صعود کرد.
حدود ساعت ۱۳:۱۰ رادار ژاپنی هواپیمای بلنکو را شناسایی کرد و حدود ساعت ۱۳:۲۰، دو جنگنده مک‌دانل داگلاس اف-۴ فانتوم ۲ اسکادران ۳۰۲ جنگنده تاکتیکی از پایگاه هوایی چیتوز در نزدیکی ساپورو به پرواز درآمدند.
نقشه بلنکو از هوکایدو فقط پایگاه هوایی چیتوز را نشان داده بود و او قصد داشت در آنجا فرود بیاید. او انتظار داشت که توسط هواپیماهای نظامی رهگیری و به یک پایگاه نظامی، یا چیتوز یا پایگاه دیگری اسکورت شود. با این حال، هوا بسیار ابری بود و رادار زمینی ژاپن قادر به ردیابی کافی هواپیمای بلنکو نبود. F-۴های ژاپنی هواپیماهای جدید بودند و تنها در سال ۱۹۷۴ وارد خدمت نیروی هوایی ژاپن شدند. با این حال، آن‌ها رادار ضعیفی داشتند و نتوانستند هواپیما را پیدا کنند.
با کم شدن سوخت و نیاز به فرود سریع، او سرانجام فرودگاه هاکوداته را در جنوب هوکایدو پیدا کرد.

## فرود آمدن

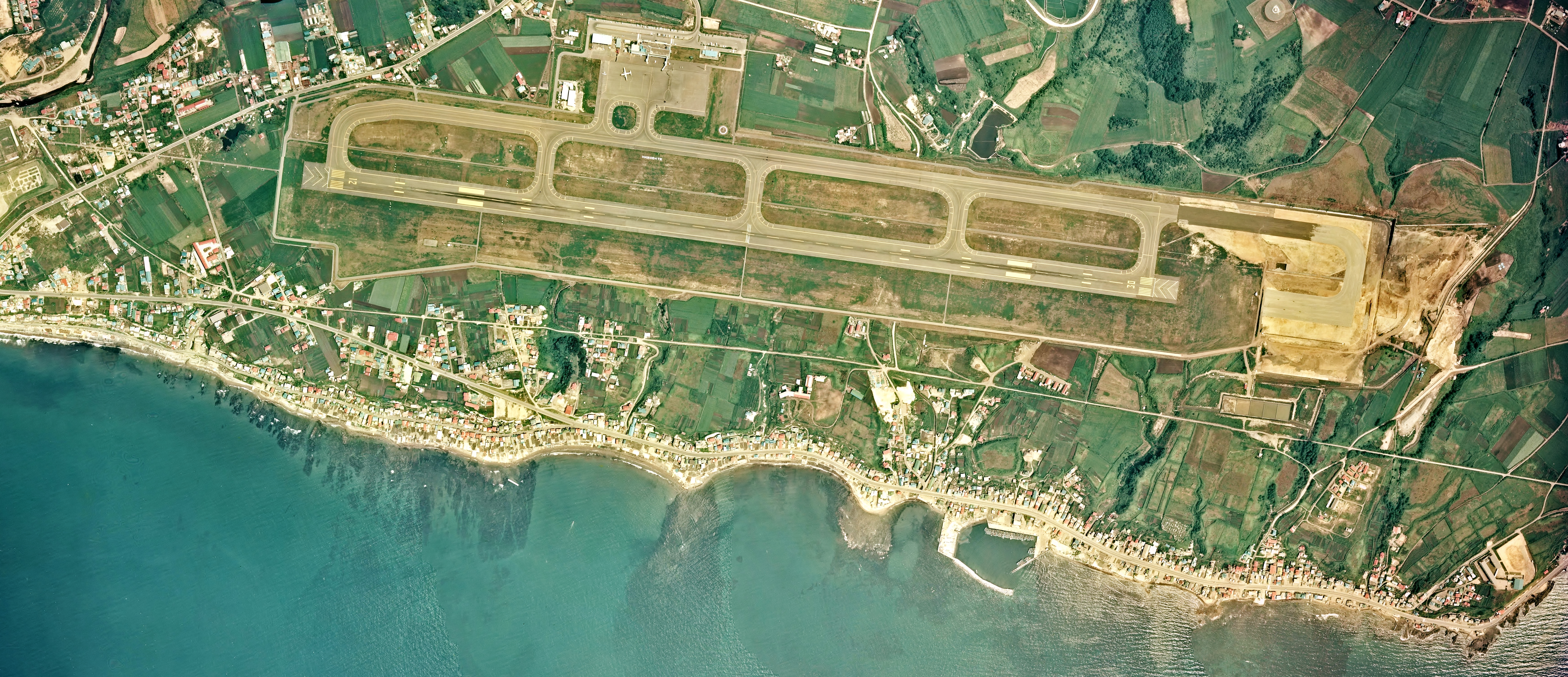
فرودگاه هاکوداته در سال ۱۹۷۶

بلنکو سه بار دور هاکوداته دور زد و در فرودگاه فرود آمد. هنگام فرود تقریباً با هواپیمای بوئینگ ۷۲۷ که در حال بلند شدن بود برخورد کرد. فرودگاه هاکوداته برای هواپیمایش خیلی کوتاه بود و به همین دلیل علیرغم به‌کارگیری چتر دروگ هواپیما، لاستیک ارابه فرود جلو ترکید و هواپیما از فاصله ۲۴۰ متر (۷۹۰ فوت) فرار کرد. از انتهای باند. سرانجام درست قبل از آنتن محلی‌ساز متوقف شد و تقریباً ۳۰ ثانیه سوخت باقی مانده بود.
بلنکو قصد فرود در یک پایگاه هوایی نظامی را داشت و قصد نداشت به یک فرودگاه غیرنظامی برسد. مردم و کارگران محلی شروع به تجمع کردند و برخی شروع به عکس گرفتن کردند. بلنکو با تپانچه سرویس خود به هوا شلیک کرد.
کنترل‌کننده ترافیک هوایی Hakodate با نیروهای دفاع‌ازخود ژاپن تماس گرفت اما به آنها گفته شد که با پلیس تماس بگیرد. پلیس حدود ساعت ۲:۱۰ رسید بعد از ظهر و فرودگاه را تعطیل کرد.

## بلنکو در ژاپن
بلنکو توسط پلیس هوکایدو به دلیل نقض حریم هوایی ژاپن و تخلفات مربوط به سلاح گرم دستگیر شد. وقتی پلیس با او مصاحبه کرد، درخواست پناهندگی سیاسی در ایالات متحده کرد.
شوروی خواستار مصاحبه با بلنکو و بازگرداندن او به بازداشت خود شد. در ۷ سپتامبر، بلنکو به توکیو منتقل شد و در ۸ سپتامبر، ایالات متحده اعلام کرد که به او پناهندگی سیاسی داده است.
در ۹ سپتامبر، نماینده سفارت شوروی با بلنکو ملاقات کرد و سعی کرد او را متقاعد کند که به اتحاد جماهیر شوروی بازگردد، اما موفق نشد. پس از آن، بلنکو ژاپن را با پرواز خطوط هوایی شمال غربی شرق به مقصد ایالات متحده ترک کرد.
در ۹ سپتامبر، وزارت دادگستری صلاحیت میگ را به آژانس دفاعی داد.
اتحاد جماهیر شوروی اصرار داشت که بلنکو راه خود را گم کرده و بعداً توسط ژاپنی‌ها مواد مخدر مصرف شده است. کشتی‌های ماهیگیری ژاپنی توقیف شدند و خدمه آنها زندانی شدند که تصور می‌شد تلافی جویانه برای بازگرداندن بلنکو توسط ژاپن و عدم بازگرداندن سریع میگ باشد.

## وضعیت اضطراری اس دی اف
فرود میگ باعث نگرانی شدید ژاپن شد. این نگرانی وجود داشت که ممکن است حمله شوروی یا تلاش برای بازیابی هواپیما توسط هوا یا عوامل شوروی انجام شود.

### نیروی زمینی دفاع شخصی
لشکر ۱۱ GSDF مستقر در هاکوداته در حال آماده شدن برای یک روز باز بود. پس از فرود میگ، ۲۰۰ سرباز با تانک‌های نوع ۶۱ و تسلیحات ضدهوایی L-۹۰ ۳۵ میلی‌متری به همراه مردان هنگ پیاده‌نظام ۲۸ در فرودگاه هاکوداته مستقر شدند.

### نیروی دریایی دفاع شخصی
ام اس دی اف کشتی‌هایی را در اطراف هوکایدو مستقر کرد. سه کشتی در سمت دریای ژاپن و دو کشتی در سمت اقیانوس آرام داشت.
بین ۸ و ۲۵ سپتامبر، ام اس دی اف در تنگه سوگارو بین هوکایدو و هونشو گشت زنی کرد.
در همان زمان، بالگردهای ام اس دی اف پایگاه اومیناتو به‌طور مستمر در تنگه سوگارو گشت زنی می‌کردند.

### نیروی دفاع شخصی هوایی
هواپیماهای جنگنده F-4EJ با پایگاه‌های هواپیماهای نظامی متعدد شوروی در نزدیکی هوکایدو، گشت زنی ۲۴ ساعته را بر فراز هوکایدو انجام دادند تا هر هواپیمای ورودی را رهگیری کنند.

## میگ حرکت کرد
پس از ورود به فرودگاه Hakodate, میگ-۲۵ برای پوشاندن آن پوشانده شده بود. بازرسی دقیق آن در یک فرودگاه غیرنظامی کوچک غیرعملی بود و بزرگتر از آن بود که توسط هواپیماهای ژاپنی جابجا شود.
در ۲۵ سپتامبر، بخشی از آن جدا شد و از فرودگاه هاکودیت به پایگاه هوایی هیاکوری در شمال توکیو با یک هواپیمای باری لاکهید C-5A گلکسی نیروی هوایی ایالات متحده منتقل شد. روی بنری در هواپیما نوشته شده بود: "Goodbye people of Hakodate, sorry for the trouble" (函館の皆さんさようなら、大変ご迷惑をかけました Hakodate no minasan sayōnara, taihen gomeiwaku wo kakemashita)
C-۵A در پرواز خود از هوکایدو به هونشو توسط اف-۴ فانتوم اسکورت شد.

## معاینه در هیاکوری
هنگامی که بلنکو در ۶ سپتامبر پایگاه خود را ترک کرد، یک کتابچه راهنمای آموزشی برای هواپیما آورده بود و انتظار داشت که آن را به نیروی هوایی ایالات متحده نشان دهد. با توجه به فشار شوروی برای بازگرداندن هواپیما، ژاپن به ایالات متحده اجازه نداد هواپیما را تحویل بگیرد یا با آن پرواز کند.
با این حال، تکنسین‌های ژاپنی و آمریکایی آن را در هیاکوری جدا کردند و آن را با جزئیات تجزیه و تحلیل کردند. در نهایت، آن را در حدود ۴۰ جعبه بسته‌بندی کردند و به اتحاد جماهیر شوروی بازگرداندند. شوروی شکایت کرد که حدود ۲۰ قطعه گم شده است. در ۱۵ نوامبر، از هیتاچی در ایباراکی به اتحاد جماهیر شوروی فرستاده شد.

## عواقب

### ویکتور بلنکو
ویکتور بلنکو به ایالات متحده نقل مکان کرد، توسط سیا و ارتش ایالات متحده به‌طور گسترده توضیح داده شد، زبان انگلیسی آموخت و به تدریج با زندگی در ایالات متحده سازگار شد. داستان زندگی او در اتحاد جماهیر شوروی، فرارش و اوایل حضورش در ایالات متحده توسط جان بارون در کتاب خلبان میگ: فرار نهایی ستوان بلنکو ، منتشر شده در سال ۱۹۸۰ نوشته شده است. بلنکو بعداً مشاور ارتش و صنعت هوافضای ایالات متحده، سخنران عمومی و تاجر شد. او همچنین با یک زن آمریکایی ازدواج کرد و صاحب دو فرزند شد.

### ژاپن
دولت شوروی به شدت از این وضعیت ناراضی بود و تقاضای ۱۰ میلیون دلار برای خسارت هواپیما به ژاپن فرستاد. ژاپن برای خسارات وارده به فرودگاه هاکوداته و هزینه حمل و نقل از شوروی ۴۰۰۰۰ دلار دریافت کرد. مشخص نیست که هیچ‌یک از این قبض‌ها پرداخت نشده است.
پرواز بلنکو یک فرار بود و نه یک حمله، اما کاستی‌های سامانهدفاع هوایی ژاپن را برجسته کرد. ناتوانی رادار ژاپنی در رهگیری او و جنگنده‌های ژاپنی در رهگیری او منجر به تغییراتی در سامانهدفاعی ژاپن شد.
JASDF هواپیمای هشدار دهنده هوابرد نورثروپ گرومن ئی-۲ هاوکی را خریداری کرد و چندین سال بعد مک‌دانل داگلاس اف-۱۵ ایگل را با ظرفیت‌های راداری نگاه به پایین بهتر خریداری کرد. توسعه F-۱۵ ناشی از ترس ایالات متحده در مورد توانایی‌های میگ-۲۵ بود. ژاپن همچنین بعداً سیستم‌های F-۴ خود را به روز کرد تا ظرفیت‌های نگاه به پایین را بهبود بخشد.

### اتحاد شوروی
یک کمیته بعداً از پایگاه هوایی چوگویفکا بازدید کرد و از آنچه در آنجا یافتند شوکه شد. آنها بلافاصله تصمیم گرفتند شرایط را بهبود بخشند و یک ساختمان دولتی پنج طبقه، مدرسه، مهدکودک و سایر امکانات ساختند. رفتار با خلبانان در منطقه خاور دور روسیه بهبود یافته است.
قبل از فرار بلنکو، دنیای خارج اطلاعات بسیار کمی در مورد میگ-۲۵ داشت. نقض محرمانه بودن میگ ۲۵ به این معنی بود که میگ ۲۵ می‌تواند به خارج از اتحاد جماهیر شوروی صادر شود. بعدها توسط الجزایر، بلغارستان، هند، عراق، لیبی و سوریه اداره شد. پس از انحلال اتحاد جماهیر شوروی، توسط کشورهای جانشین ارمنستان، بلاروس، گرجستان، قزاقستان، روسیه، ترکمنستان و اوکراین نیز اداره می‌شد.
میگ-۳۱ در زمان فرار بلنکو در حال توسعه بود و برای اولین بار در سپتامبر ۱۹۷۵ پرواز کرد. بلنکو از «Super فاکس بت» آگاه بود و پس از فرارش به ایالات متحده اطلاع داد. میگ-۳۱ قرار بود به تدریج جایگزین میگ-۲۵ در شوروی و بعداً در خدمت روسیه شود.

### ایالات متحده

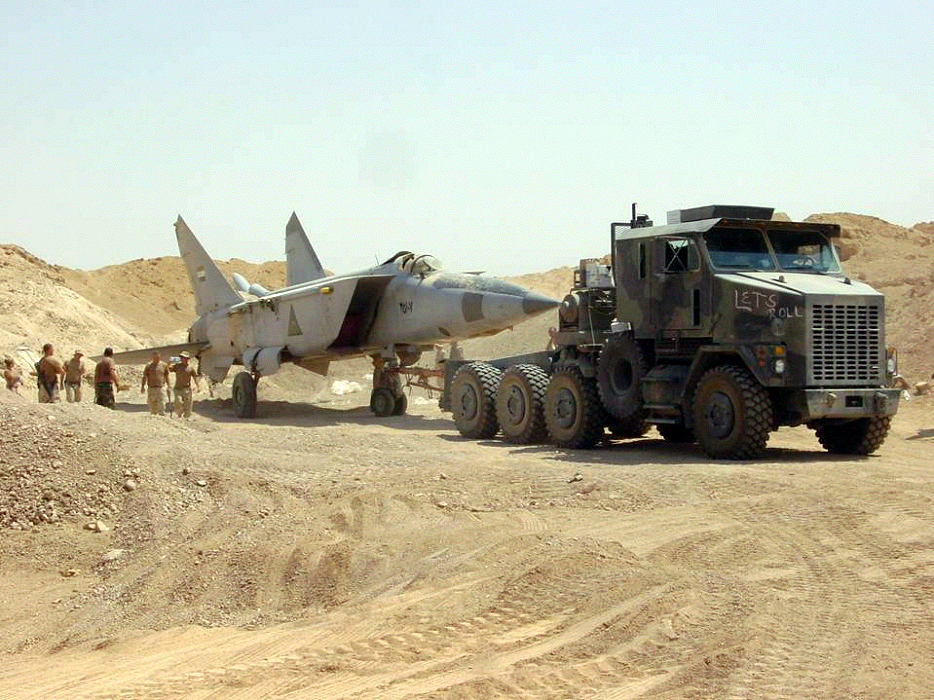
میگ ۲۵ نیروی هوایی عراق در سال ۲۰۰۳ دستگیر شد

ایالات متحده از اینکه متوجه شد که میگ-۲۵ کمتر پیشرفته است، راحت شد، اما همچنان به توسعه F-۱۵ ادامه داد، که تا حدی برای مقابله با میگ-۲۵ طراحی شده بود. مشخص شد که میگ-۲۵ از نوویستورها استفاده می‌کند، احتمالاً برای تأمین تجهیزات اویونیک خود با مقاوم‌سازی تابش.
ایالات متحده نتوانست میگ-۲۵پی بلنکو را در سال ۱۹۷۶ نگه دارد، اما در نهایت پس از حمله به عراق در سال ۲۰۰۳، یک میگ-۲۵ عراقی به دست آورد.